# Bryophaenocladius ikiheius
Bryophaenocladius ikiheius är en tvåvingeart som beskrevs av Sasa och Suzuki 1999. Bryophaenocladius ikiheius ingår i släktet Bryophaenocladius och familjen fjädermyggor. Inga underarter finns listade i Catalogue of Life.